# Didhawa
Didhawa (en népalais : दिधावा) est un comité de développement villageois du Népal situé dans le district de Saptari. Au recensement de 2011, il comptait 4 249 habitants.